# Tipula (Pterelachisus) helvocincta
Tipula (Pterelachisus) helvocincta is een tweevleugelige uit de familie langpootmuggen (Tipulidae). De soort komt voor in het Nearctisch gebied.